# Wolf Krötke
Wolf Krötke (* 5. Oktober 1938 in Berlinchen/Neumark; † 23. Juni 2023 in Berlin) war ein deutscher evangelischer Theologe.

## Leben und Wirken
Nach dem Abitur am Philanthropinum Dessau begann Wolf Krötke 1957 sein Studium der Theologie an der Karl-Marx-Universität Leipzig. 1958/59 war er politischer Häftling in der sächsischen Justizvollzugsanstalt Waldheim wegen „Hetze und staatsgefährdender Propaganda und Herstellung und Verbreitung von Hetzschriften“. Anschließend setzte er sein Studium am Katechetischen Oberseminar in Naumburg (Saale) und am Sprachenkonvikt Berlin fort. 1967 promovierte er über Karl Barths Lehre vom Nichtigen und von der Sünde. 1967 war er Gemeindepfarrer in Görschen. Ab 1970 war Wolf Krötke Studentenpfarrer in Halle (Saale) im Jenastift in der Rathausstraße und ab 1973 Dozent des kirchlichen Lehramts am Sprachenkonvikt in Berlin.
Von 1991 bis zu seiner Pensionierung 2004 lehrte Wolf Krötke als Professor für systematische Theologie an der Theologischen Fakultät der Humboldt-Universität zu Berlin.
Wolf Krötke starb am 23. Juni 2023 im Alter von 84 Jahren an den Folgen einer Krebserkrankung.

## Auszeichnungen
Für seine wissenschaftlichen Leistungen erhielt Wolf Krötke zahlreiche Ehrungen, darunter:
- 1976: Ehrendoktorwürde der Universität Tübingen
- 1990: Karl-Barth-Preis der Evangelischen Kirche der Union

## Mitgliedschaften
In folgenden Institutionen war Wolf Krötke Mitglied:
- Europäische Akademie der Wissenschaften und Künste
- Theologischer Ausschuss der Union Evangelischer Kirchen
- Vorstand der Internationalen Bonhoeffer-Gesellschaft
- Karl-Barth-Stiftungsrat
- Vorsitzender des Fördervereins für das Theologische Konvikt Berlin[4]
- Mitherausgeber der Wochenzeitung Die Kirche

## Schriften
als Autor
- Das Problem „Gesetz und Evangelium“ bei W. Elert und P. Althaus (= Theologische Studien. Band 83). EZV-Verlag, Zürich 1965, DNB 452599199.
- Sünde und Nichtiges bei Karl Barth (= Neukirchener Beiträge zur systematischen Theologie. Band 3). 2. Auflage. Neukirchener Verlag, Neukirchen-Vluyn 1983, ISBN 3-7887-0702-X (Nachdruck der Ausg. Berlin 1971).
- Im Blickpunkt. Der geschichtliche Gott. Theologische Informationen für Nichttheologen. 2. Auflage. Hrsg. von Johannes Adler, Christoph Demke, Uwe Dittmer, Brigitte Grell, Jürgen Henkys und F. Winter. Evangelische VA, Berlin 1978, DNB 780426126.
- Der Mensch und die Religion nach Karl Barth (= Theologische Studien Band 125). Theologischer Verlag, Zürich 1981, ISBN 3-290-17125-6.
- Gottes Kommen und menschliches Verhalten. Aufsätze und Vorträge zum Problem des theologischen Verständnisses von „Religion“ und „Religionslosigkeit“ (= Arbeiten zur Theologie. Band 69). Calwer Verlag, Stuttgart 1984, ISBN 3-7668-0728-5.
- Die Universalität des offenbaren Gottes. Gesammelte Aufsätze (= Beiträge zur evangelischen Theologie. Band 94). Verlag Kaiser, München 1985, ISBN 3-459-01592-6.
- Bekennen – Verkündigen – Leben. Barmer Theologische Erklärung und Gemeindepraxis (= Arbeiten zur Theologie. Band 70). Calwer Verlag, Stuttgart 1986, ISBN 3-7668-0739-0.
- Beten heute (= Evangelium konkret). Kösel-Verlag, München 1987, ISBN 3-466-25130-3.
- La chute du mur. L’église est-allemande et la „révolution pacifique“ (= Éntrée libre. Band 15). Nachwort von Eberhard Jüngel. Übersetzung von Sylvie Le Grand und Sylvain Fattebert. Éditions labor et fides, Genf 1991, ISBN 2-8309-0634-9 (74 S.).
- Was ist „wirklich“? Der notwendige Beitrag der Theologie zum Wirklichkeitsverständnis unserer Zeit. Antrittsvorlesung, 1. Februar 1995, Humboldt-Universität zu Berlin, Theologische Fakultät, Seminar für Systematische Theologie (= Öffentliche Vorlesungen der Humboldt-Universität zu Berlin. Heft 79). Hrsg. vom Präsidenten der Humboldt-Universität zu Berlin, Humboldt-Universität, Berlin 1996, DNB 950691712.
- Gottes Klarheiten. Eine Neuinterpretation der Lehre von den „Eigenschaften Gottes“. Mohr Siebeck, Tübingen 2001, ISBN 3-16-147582-8.
- Erschaffen und erforscht. Mensch und Universum in Theologie und Naturwissenschaft. Wichern-Verlag, Berlin 2002, ISBN 3-88981-138-8.
- Sprachräume für Gott, Lebensräume für Menschen. Predigten. Evangelische VA, Leipzig 2008, ISBN 978-3-374-02593-0.
- Barmen, Barth, Bonhoeffer. Beiträge zu einer zeitgemäßen christozentrischen Theologie (= Unio & Confessio. Band 26). Luther-Verlag, Bielefeld 2009, ISBN 978-3-7858-0564-0; 2. Auflage 2014.
- Die Theologische Fakultät der Humboldt-Universität zu Berlin 1945–2010. In: Geschichte der Universität Unter den Linden 1810–2010. Band 6: Selbstbehauptung einer Vision. Hrsg. von Heinz-Elmar Tenorth in Zusammenarbeit mit Volker Hess und Dieter Hoffmann. Akademie-Verlag, Berlin 2010, ISBN 978-3-05-004671-6, S. 47–90 (wolf-kroetke.de [PDF; 830 kB]).

als Herausgeber
- Die Kirche im Umbruch der Gesellschaft. Theologische Orientierungen im Übergang vom „real existierenden Sozialismus“ zur demokratischen, pluralistischen Gesellschaft. Eberhard Jüngel zum 60. Geburtstag am 5. Dezember 1994. Mohr, Tübingen 1994, ISBN 3-16-146287-4.